# Ines Kolmsee
Ines Kolmsee (* 4. April 1970 in Hamburg) ist eine deutsche Managerin und war Mitglied im Vorstand der EWE AG in Oldenburg sowie bei der Aperam SA in Luxemburg. Zuvor war Kolmsee für acht Jahre Vorstandsmitglied bei der SKW Stahl-Metallurgie Holding AG, ab 2006 als Vorstandsvorsitzende.

## Leben

### Ausbildung
Kolmsee studierte von 1990 bis 1996 Energie- und Verfahrenstechnik an der Technischen Universität Berlin und schloss das Studium als Diplom-Ingenieurin ab. Während ihres Studiums hielt sich Kolmsee für zwei Jahre von 1994 bis 1996 in Frankreich auf und erwarb den Titel Ingenieur Civile des Mines der Hochschule Ecole des Mines de Saint-Étienne. Von 2000 bis 2001 absolvierte sie einen Master of Business Administration an der Business-School Insead mit Aufenthalten in Frankreich und Singapur.

### Werdegang
Nach Stationen in der Beratung bei A.T. Kearney sowie bei Ericsson begann sie bei Arques Industries. 2004 wechselte Kolmsee zur SKW Stahl-Metallurgie Holding, einer Arques Beteiligung in die operative Führung und führte diese im Jahr 2006 als Vorstandsvorsitzende an die Börse.
Nach ihrem Ausscheiden bei der SKW war Kolmsee in den Vorständen der EWE AG in Oldenburg sowie der Aperam SA in Luxemburg tätig.
Vom 31. Januar 2015 bis zu ihrem Eintritt bei der EWE AG war Ines Kolmsee Mitglied im Aufsichtsrat der Deutschen Telekom. Das Amt legte sie nieder, weil im EWE-Konzern mit der Tochter EWE TEL ebenfalls ein Unternehmen der Telekommunikationsbranche vertreten ist. Während ihrer Karriere hatte Kolmsee Ämter als Aufsichtsratsmitglied unter anderem bei der Fuchs Petrolub AG (2011 bis 2015) und der Suez SA (2013–2018). Von 2011 bis 2023 war sie im Aufsichtsrat der Umicore S.A.